# Charles H. Lewis

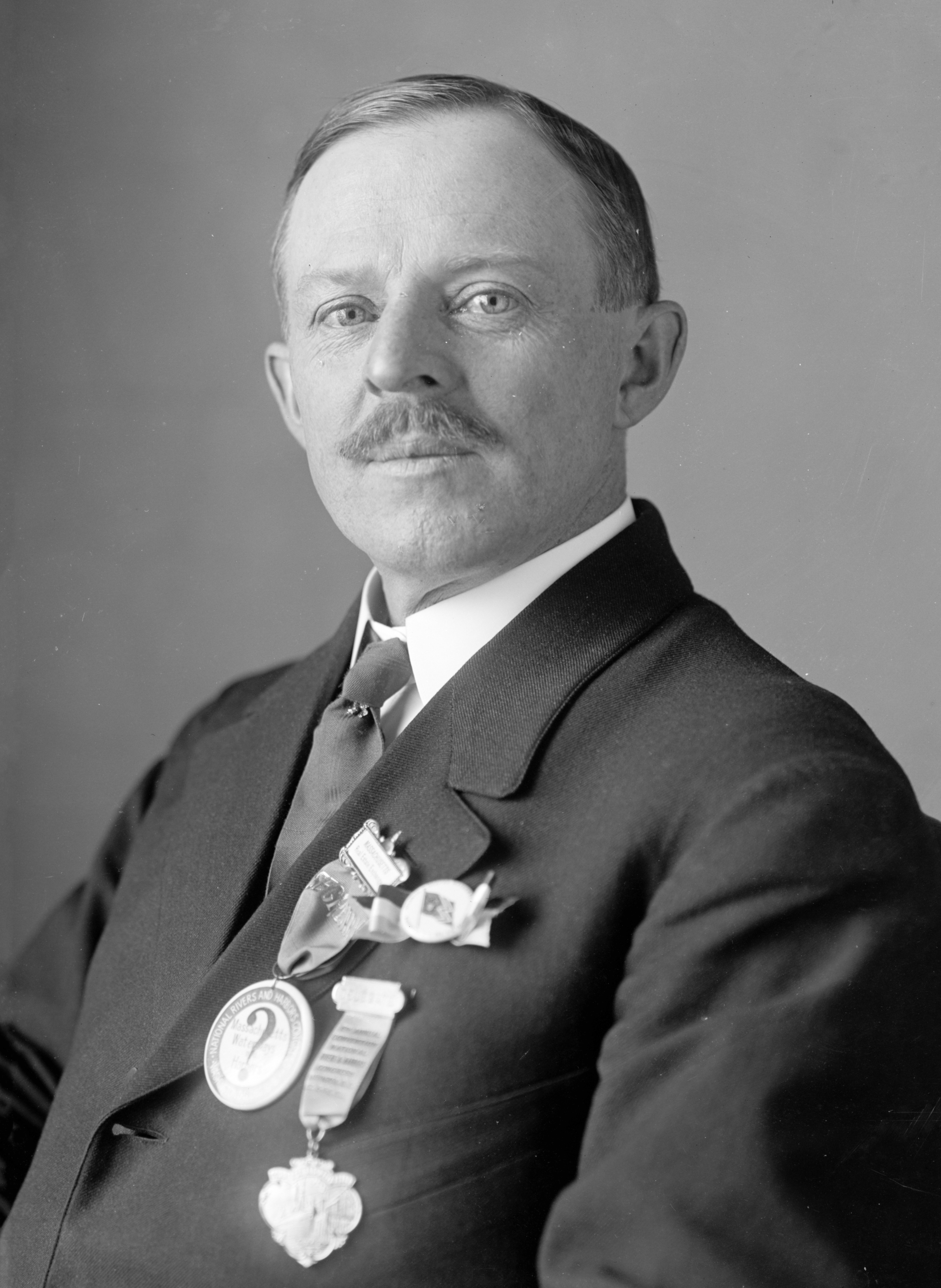
Charles H. Lewis

Charles Hendrickson Lewis (* 25. April 1871 im Wyandot County, Ohio; † 5. Januar 1965 in Harpster, Ohio) war ein US-amerikanischer Politiker. Zwischen 1925 und 1927 war er Vizegouverneur des Bundesstaates Ohio.

## Werdegang
Charles Lewis besuchte die öffentlichen Schulen in Harpster. Anschließend studierte er bis 1889 an der Ohio Northern University Musik. Später war er Kurator dieser Universität. Nach seinem Musikstudium unterrichtete er zwei Jahre lang als Lehrer, ehe er sich an der Ohio Wesleyan University einschrieb und dort 1895 seinen Abschluss machte. Danach arbeitete er bis 1925 in der einst von seinem Vater gegründeten Harpster Bank. Politisch schloss er sich der Republikanischen Partei an. In seiner Heimat bekleidete er verschiedene lokale Ämter.
1924 wurde Lewis zum Vizegouverneur von Ohio gewählt. Dieses Amt bekleidete er zwischen 1925 und 1927. Dabei war er Stellvertreter des  an der Seite des demokratischen Gouverneurs A. Victor Donahey und Vorsitzender des Staatssenats. Als Vizegouverneur vertrat er 1925 den Staat Ohio anlässlich der Amtseinführung von Präsident Calvin Coolidge in Washington, D.C. Er war außerdem Leiter einer Kommission zur Kontrolle der Stauwehre und Schleusen am Ohio River.
Nach seiner Zeit als Vizegouverneur zog sich Lewis aus der Politik zurück. Er arbeitete wieder in der Bankbranche und im Zeitungsgeschäft. Außerdem wurde er in der Landwirtschaft als Farmer und Viehzüchter tätig. Er war auch Leiter der in Columbus ansässigen Firma Lewis Systems Inc, die sich auf den Gewässerschutz spezialisierte und auf diesem Gebiet über 70 Patente besaß. Er starb am 5. Januar 1965 in Harpster.